# Závadka (Gelnica)
|  | Per a altres significats, vegeu «Závadka». |

Závadka és un poble i municipi d'Eslovàquia. Es troba a la regió de Košice, a l'est del país.

## Història
La primera referència escrita de la vila data del 1200.

## Demografia
| Godina             | 1994 | 2004    | 2014   | 2024   |
| ------------------ | ---- | ------- | ------ | ------ |
| Nombre de persones | 537  | 606     | 613    | 634    |
| Diferència         |      | +12,84% | +1,15% | +3,42% |

| Godina             | 2023 | 2024   |
| ------------------ | ---- | ------ |
| Nombre de persones | 616  | 634    |
| Diferència         |      | +2,92% |